# Platytetranychus symphoricarpi
Platytetranychus symphoricarpi är en spindeldjursart som beskrevs av James P. Tuttle och Baker 1968. Platytetranychus symphoricarpi ingår i släktet Platytetranychus och familjen Tetranychidae. Inga underarter finns listade i Catalogue of Life.